# Karl Kotratschek
Karl Kotratschek (Alemania, 24 de octubre de 1914-4 de julio de 1941) fue un atleta alemán especializado en la prueba de triple salto, en la que consiguió ser medallista de bronce europeo en 1938.

## Carrera deportiva
En el Campeonato Europeo de Atletismo de 1938 ganó la medalla de bronce en el triple salto, con un salto de 14.73 metros, siendo superado por los finlandeses Onni Rajasaari (oro con 15.32 metros que fue récord de los campeonatos) y Jouko Norén (plata con 14.96 metros).